# جيف موسلي
جيف موسلي (بالإنجليزية: Geoff Mosley)‏ هو عالم بيئة أسترالي، ولد في 14 سبتمبر 1931.